# Хондри

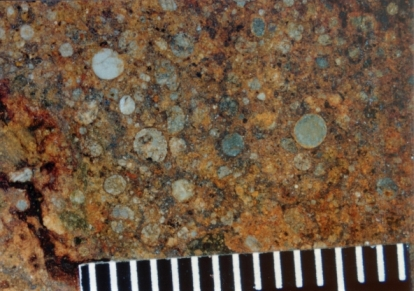
Chondrules in the chondrite Grassland

Хондри (хондрули, від грец. χόνδρος — «зерно, крупинка») — невеликі сферичні частинки, що входять до складу найпоширенішого типу кам'яних метеоритів — хондритів. Хондри складаються із силікатних мінералів заліза, алюмінію або магнію.
У земних породах хондр не виявлено.

## Опис
Розмір хондр від часток мм — 1 мм до величини горошини. Склад їх в одному метеориті може відповідати різним мінералам, наприклад, піроксену, олівіну, анортиту, бронзиту або їх суміші. Іноді трапляється скло.
Вважається, що хондри утворилися приблизно в той же час, що й планети в сонячній туманності при зіткненнях часток, що рухаються з великою швидкістю[джерело?].
Наприкінці XX-го сторіччя в складі деяких хондр виявлено дрібні реліктові зерна мінералів, що конденсувалися в атмосферах зір ще до утворення сонячної туманності.